# Шмигеро, Павел Витольдович
Павел Витольдович Шмигеро (род. 1 марта 1982, Ли́да, Гродненская область) — белорусский футболист, полузащитник. Мастер спорта Белоруссии.

## Биография
Начал заниматься футболом в ДЮСШ г. Лида под руководством своего отца. На взрослом уровне дебютировал в составе «Лиды» в 1998 году и в том же сезоне стал победителем первой лиги, а с 1999 года играл в высшей лиге.
В 2000 году перешёл в минское «Торпедо-СКА», где провёл два сезона. С 2002 года в течение четырёх лет играл за БАТЭ, в 2002 и 2003 годах был игроком основного состава, становился чемпионом (2002), серебряным призёром (2003), финалистом Кубка Белоруссии (2002). В начале 2003 года был на просмотре в московском «Спартаке». В 2004 году на матче молодёжного чемпионата Европы против Хорватии получил травму, после которой не смог выйти на прежний уровень и в сезонах 2004 и 2005 годов выходил на поле намного реже, в этот период команда становилась серебряным призёром чемпионата (2004) и финалистом Кубка страны (2005). Принимал участие в матчах еврокубков.
В первой половине 2006 года играл за «Шахтёр» (Солигорск), где провёл только 5 матчей. Стал финалистом Кубка Белоруссии 2006 года, в финальном матче остался в запасе (в том же розыгрыше участвовал в матчах предварительных раундов за будущего победителя БАТЭ). Летом 2006 года перешёл в «Локомотив» (Минск), где провёл два с половиной сезона, команда в это время курсировала между высшей и первой лигой, дважды (2006 и 2008) вылетев из элиты.
С 2009 года выступал только за клубы первой лиги. В 2009 году победил в этом турнире с «Белшиной». Сезон 2010 года начал в составе «Гранита» (Микашевичи), но летом перешёл в свой бывший клуб «Локомотив», переименованный теперь в СКВИЧ, и играл за него ещё два с половиной сезона. Стал серебряным призёром первой лиги 2010 года. С 2013 года до конца карьеры выступал за «Сморгонь».
Всего в высшей лиге Белоруссии сыграл 134 матча и забил 11 голов. В первой лиге провёл не менее 140 матчей.
Выступал за юношескую, молодёжную и олимпийскую сборную Белоруссии. Участник финального турнира молодёжного чемпионата Европы 2004 года.
С 2016 года работал детским тренером в школе БАТЭ. В марте 2018 года вошёл в тренерский штаб минского «Торпедо», но спустя год вернулся к работе с детьми в БАТЭ.